# Alkestis (Euripides)
Alkestis (altgriechisch Ἄλκηστις) ist eine 1163 Verse umfassende Tragödie des griechischen Dramatikers Euripides, die 438 v. Chr. als vierter Teil einer Tetralogie uraufgeführt wurde. Die ersten drei Teile der Tetralogie waren Die Kreterinnen, Alkmaion in Psophis und Telephos. Die Motive des Stücks sind die in der griechischen Mythologie verbreiteten Topoi des stellvertretenden Todes für einen anderen und die Zurückbringung eines Toten aus der Unterwelt. Die Tragödie spielt am Todestag der Hauptperson Alkestis. Die Eltern von Alkestis’ Gatten Admetos hatten sich geweigert, an seiner statt zu sterben, woraufhin Alkestis für ihn in den Tod gehen will.

## Personen der Handlung
Apollon
Thanatos, Gott des Todes
Chor alter Einwohner von Pherai
Dienerin der Alkestis
Alkestis, Gattin des Admetos
Admetos, König von Pherai
Eumelos, Sohn von Admetos und Alkestis
Herakles
Pheres, Vater des Admetos
Diener des Admetos

## Inhalt
Die Vorgeschichte wird von Apollon erzählt: Zeus hatte Apollon dazu gezwungen, einem Sterblichen zu dienen, und Apollon wählte Admetos als seinen Herren. Da sich Admetos als ein gütiger Herrscher erwies, belohnte ihn Apollon damit, seinen Tod mit Hilfe eines Stellvertreters aufschieben zu können, der an seiner statt in den Tod geht. Als Thanatos Alkestis holen will, kündigt ihm Apollon an, dass Herakles in die Unterwelt hinabsteigen wird, um sie wieder zu befreien. Es folgen ein Chor von trauernden Greisen, der Bericht einer Dienerin vom Abschied der Alkestis und der Abschied der Ehegatten voneinander in Form eines Threnos und eines Dialogs. Der erste Teil der Tragödie endet mit einer Totenklage des Admetos und des Sohnes des Admetos und der Alkestis Eumelos und einem Abschiedslied des Chores. 
Im zweiten Teil trifft Herakles bei Admetos ein und wird von diesem zum Verweilen aufgefordert, ohne dass dieser vom Schicksal der Alkestis weiß. Admetos streitet sich mit seinem Vater Pheres und wirft ihm vor, nicht für Alkestis in den Tod gegangen zu sein. Pheres wirft Admetos wiederum vor, der Mörder von Alkestis zu sein, da er sie an seiner statt hat sterben lassen. Als Herakles von dem Schicksal der Alkestis erfährt, erklärt er sich dazu bereit, sie aus der Unterwelt zurückzuholen. Nachdem Herakles bereits auf dem Weg ist, beginnt Admetos seine Tat zu begreifen und bereut es, den Tod seiner Gattin zugelassen zu haben. Als Herakles schließlich mit einer verschleierten Frau zurückkehrt und Admetos darum bittet, sie in sein Haus aufzunehmen, lehnt Admetos dies zunächst ab. Er versichert Herakles gegenüber seine Treue zu seiner verstorbenen Frau, gibt aber letztendlich nach und nimmt die unbekannte Frau bei sich auf. Herakles zieht daraufhin den Schleier vom Gesicht der Frau und es zeigt sich, dass es sich um Alkestis handelt, die aus der Unterwelt befreit wurde.

## Ausgaben und deutsche Übersetzungen
- Joachim Schondorff (Hrsg.): Alkestis. [Vollständige Dramentexte von] Euripides, Gluck, Wieland, Richter, Hofmannsthal, Lernet-Holenia, Wilder. Reihe Theater der Jahrhunderte, Langen-Müller, München u. Wien 1969.
- Ernst Buschor: Gesamtausgabe der griechischen Tragödien. C.H.Beck, München 1963.
- Hans von Arnim, Franz Stoessl: Euripides. Die Tragödien und Fragmente, Band 1. Artemis, Zürich 1958.
- Alkestis in der Übersetzung von Alfred Bernstädt [1879] im Internet Archive
- Alkestis. Deutsch in den Versmaßen der Urschrift von Johann Jakob Christian Donner. Leipzig u. Heidelberg 1876.
- Alkestis in der Übersetzung von Johann Adam Hartung [1848] bei Gutenberg-DE.

Englischsprachige Ausgaben
- Richard Aldington: Alcestis. Euripides. 430 BC. Chatto & Windus, 1930. (online verfügbar auf Englisch).
- Amy Marjorie Dale: Euripides. Alcestis. Edited with introduction and commentary by A. M. Dale. Oxford 1954. ISBN 0-19-814119-X.
- James Diggle: Euripidis fabulae, Band 1. Oxford 1984. ISBN 0-19-814594-2.
- L. P. E. Parker: Euripides, Alcestis. Edited with introduction and commentary by L. P. E. Parker. Oxford UP, Oxford 2007.
- David Kovacs: Euripides. Cyclops. Alcestis. Medea (Loeb Classical Library 12). 1994 ISBN 978-0-674-99560-4 (online verfügbar auf Griechisch und Englisch).
- David Kovacs: Euripidea altera. Brill, London/Cambridge 1996. ISBN 90-04-10624-3.
- Gilbert Murray: Euripidis fabulae. Bd. 1, Oxford 1902.